# Tanjung Muda (Hamparan Rawang)
Tanjung Muda is een bestuurslaag in het regentschap Sungai Penuh van de provincie Jambi, Indonesië. Tanjung Muda telt 1075 inwoners (volkstelling 2010).